# Adesmia aconcaguensis
Adesmia aconcaguensis es una especie de planta floral del género Adesmia, tribu Dalbergieae, subfamilia, Faboideae.

## Distribución
Especie nativa de Argentina. Crece en el bosque subtropical.

## Taxonomía
Fue descrita por Burkart y publicada en Darwiniana 10: 513 (1954).
Etimología
Adesmia: del griego a- (sin) y desme (envoltorio), en referencia a los estambres libres.